# Viktoryja Azaranka
Viktoryja Fjodarawna Azaranka (hviderussisk: Вікторыя Фёдараўна Азаранка, tr. Viktoryja Fjodarawna Azaranka, født 31. juli 1989 i Minsk, Sovjetunionen) er en professionel tennisspiller fra Hviderusland.
Hun vandt både 2012- og 2013-udgaven af Qatar Ladies Open.